# Ceahlăul Piatra Neamț
Ceahlăul Piatra Neamț ist ein rumänischer Fußballverein aus Piatra Neamț. Er spielt seit 2015 in der Liga II, der zweiten rumänischen Fußballliga. Viermal gelang ihm die Qualifikation zum UEFA Intertoto Cup.

## Geschichte
Ceahlăul Piatra Neamț wurde am 20. Oktober 1919 als CS Ceahlăul Piatra Neamț gegründet und ist nach dem Masivul Ceahlău, einem Gebirgszug der Ostkarpaten, benannt, an dessen östlichem Rand die Stadt Piatra Neamț liegt. Der Klub spielte zunächst in den regionalen Ligen, ohne sich zur Endrunde um die rumänische Fußballmeisterschaft qualifizieren zu können. Einzig in der Saison 1937/38 spielte der Klub in der dritten rumänischen Liga, der Divizia C, zog sich aber in der laufenden Runde aus der Oststaffel zurück.
Auch nach dem Ende des Zweiten Weltkrieges und der Neuordnung des rumänischen Fußballs konnte sich Ceahlăul nicht für den überregionalen Spielbetrieb qualifizieren. Im Jahr 1949 änderte der Klub den Vereinsnamen in Progresul Piatra Neamț (deutsch Fortschritt), im Jahr 1951 in Avântul Piatra Neamț (deutsch Aufschwung). Im Jahr 1954 schlossen sich die Lokalrivalen Hârtia Piatra Neamț (deutsch Papier) und Celuloza Piatra Neamț (deutsch Cellulose) an, die Vereine der örtlichen Papierindustrie. Im Jahr 1956 spielte Avântul erstmals wieder in der nach mehrjähriger Unterbrechung neu gegründeten Divizia C und änderte im Sommer 1956 in Recolta Piatra Neamț (deutsch Ernte). Nach einer Aufspaltung des Klubs in Avântul Piatra Neamț und Rapid Piatra Neamț im Jahr 1957 fusionierten beide Vereine kurze Zeit später als CS Piatra Neamț (deutsch Sportklub) wieder. Die Saison 1958/59 konnte der Klub auf dem dritten Platz seiner Staffel abschließen, verpasste aber in der anschließenden Aufstiegsrunde den erstmaligen Aufstieg in die Divizia B.
Im Jahr 1961 stieg der Klub in die Divizia B auf und änderte seinen Vereinsnamen in CS Ceahlăul Piatra Neamț. Ceahlăul konnte sich drei Jahre in der zweiten rumänischen Liga halten, ehe der Verein im Jahr 1964 wieder absteigen musste. Nach nur einem Jahr gelang der Wiederaufstieg. Der Verein konnte sich 14 Jahre lang in der Divizia B halten und sich zumeist im Mittelfeld platzieren. Seine beste Spielzeit spielte Ceahlăul in der Saison 1974/75, als der Klub neben einem vierten Platz auch das Viertelfinale im rumänischen Pokal erreichte, dort aber dem späteren Sieger Rapid Bukarest mit 0:1 unterlag.
Im Jahr 1978 fusionierte Ceahlăul mit dem Lokalrivalen Relonul Săvinești zu Relon Ceahlăul Piatra Neamț und stieg ein Jahr später aus der Divizia B ab. Beide Vereine lösten die Fusion wieder und gründeten sich neu. Im Jahr 1980 schaffte Ceahlăul den Wiederaufstieg. Nach mehreren Jahren im Mittelfeld der Oststaffel der Liga griff der Klub in der Saison 1990/91 erstmals in den Kampf um den Aufstieg ein, belegte aber hinter Oțelul Galați und Gloria Buzău nur den dritten Rang. Auch ein Jahr später sprang der dritte Platz in der Nordstaffel hinter Universitatea Cluj und FC Maramureș Baia Mare heraus. Im Jahr 1992 machte sich die Fußballabteilung als FC Ceahlăul Piatra Neamț selbständig und im Jahr 1993 gelang ihr mit deutlichem Vorsprung vor Steaua Mizil, FC Argeș Pitești und Flacăra Moreni der erstmalige Aufstieg in die Divizia A.
Nach dem Klassenerhalt 1993/94 belegte Ceahlăul am Ende der Spielzeit 1994/95 den fünften Rang, was die Qualifikation zum UI-Cup bedeutete. Dort konnte sich der Verein in der Gruppenphase gegen den FC Groningen durchsetzen, schied im Achtelfinale aber gegen den FC Metz mit 0:2 aus. In der folgenden Spielzeit konnte er Klub nicht an diesen Erfolg anknüpfen und fand sich im Abstiegskampf wieder, konnte aber die Klasse halten. In den folgenden Jahren konnte sich Ceahlăul im gesicherten Mittelfeld platzieren und zog am Ende der Saison 1998/99 aufgrund des Verzichts vieler Teams wieder in den UI-Cup ein. Er erreichte die dritte Runde und schied dort nach zwei Unentschieden aufgrund der Auswärtstorregel gegen Juventus Turin aus.
In der Saison 1999/2000 gelang Ceahlăul mit einem vierten Platz die beste Platzierung der Vereinsgeschichte, was die erneute Qualifikation zum UI-Cup bedeutete. Dort erreichte der Verein nach einem Sieg gegen den spanischen Vertreter RCD Mallorca dritte Runde, wo diesmal gegen FK Austria Wien Endstation war. Der Klub schloss die beiden folgenden Spielzeiten im Mittelfeld der Divizia A ab und erreichte in der Saison 2001/02 zum zweiten Male das Viertelfinale im rumänischen Pokal. Dort schied er durch ein Golden Goal gegen Astra Ploiești aus. Ein Jahr später schaffte Ceahlăul unter Trainer Viorel Hizo als Fünftplatzierter letztmals die Qualifikation zum UI-Cup, überstand aber die erste Runde gegen Tampere United aus Finnland nicht.
Nach der Niederlage bei Petrolul Ploiești trat Viorel Hizo am 14. März 2004 zurück und wurde drei Tage später durch Marius Lăcătuș ersetzt. Mit diesem musste Ceahlăul am Ende der Saison 2003/04 nach elf Jahren aus der Divizia A absteigen, schaffte aber im Jahr 2006 unter Trainer Marin Barbu die Rückkehr ins Oberhaus, das ab diesem Jahr unter dem Namen Liga 1 firmierte. Hierfür wurde am 21. Juni 2006 Mihai Stoica als neuer Chefcoach verpflichtet, der sein Amt jedoch schon nach drei Meisterschaftsspielen am 14. August 2006 aufgab. Auch der zwei Tage später geholte Ion Moldovan blieb nicht wesentlich länger Chefcoach. Nach seiner Entlassung am 31. Oktober 2006 wurde Vasile Silaghi am 2. November 2006 zum Interimstrainer ernannt. Nachfolger wurde am 8. November 2006 Florin Marin, der jedoch am 16. März 2007 entlassen und am 19. März 2007 durch Aurel Șunda ersetzt wurde. Diesem gelangen in den verbliebenen elf Meisterschaftsspielen nur zwei Siege und drei Unentschieden, so dass am Ende der Saison 2006/07 mit dem 15. Rang der sportliche Abstieg feststand. Am 30. Mai 2007 trennte sich der Verein daraufhin von Șunda. Das Team durfte jedoch in der Liga bleiben, da dem Aufsteiger Delta Tulcea die Lizenz verwehrt worden war, und Viorel Hizo wurde am 7. Juni 2007 als neuer Trainer verpflichtet. Ein Jahr später stand aber der zweite Abstieg fest, dem postwendend der Wiederaufstieg folgte. Die Spielzeit 2009/10 beendete Ceahlăul nur auf dem vorletzten Platz und trat in der Folgesaison wieder in der Liga II an. Dafür wurde am 15. Juni 2010 mit Marin Barbu ein Trainer geholt, der den Klub in der Vergangenheit bereits zweimal betreut hatte und der ihn zur Winterpause an die Tabellenspitze führte. Am 2. Februar 2011 wurde Barbu von Gheorghe Ștefan, dem Mäzen des Vereins, gegen seinen Willen durch Costel Enache ersetzt und zum technischen Direktor befördert. Mit diesem gelang dem Team am Ende der Saison 2010/11 der sofortige Wiederaufstieg in die Liga 1. 2015 stieg der Verein wieder in die Liga II ab.

## Erfolge
- Teilnahme am UEFA Intertoto Cup: 1995, 1999, 2000, 2003
- Viertelfinale im rumänischen Pokal: 1975, 2002, 2013

## Ehemalige und bekannte Spieler
- Lucian Burdujan
- Ioan Covrig
- Rodrigue Dikaba
- Viorel Frunză
- Constantin Fugaciu
- Dorin Goian
- Lucian Goian
- Alexandru Golban
- Adrian Iencsi
- Emil Jula
- Lavi Hrib
- Jimmy Mulisa
- Mihai Nemțanu
- Dănuț Perjă
- Tiberiu Șerban
- Costel Solomon
- Gabriel Vochin

## Ehemalige Trainer
- Mircea Nedelcu (bis November 1995, Oktober 1997 bis Sommer 1998, Sommer 2000 bis September 2000)
- Toader Șteț (November 1995 bis Ende 1995)
- Silviu Stănescu (Anfang 1996 bis Sommer 1996)
- Florin Marin (Sommer 1996 bis September 1997, Anfang 2001 bis 28. September 2001, Sommer 2004 bis Frühjahr 2005, 8. November 2006 bis 16. März 2007)
- Nicolae Manea (Sommer 1998 bis November 1998)
- Viorel Hizo (November 1998 bis 25. Juni 2000, März 2003 bis 14. März 2004, 7. Juni 2007 bis Sommer 2008, Mai 2013 bis Juni 2013)
- Florin Halagian (September 2000 bis Ende 2000)
- Cornel Țălnar (Juni 2001)
- Ovidiu Marc (September 2001, Frühjahr 2005)
- Jean Gavrilă (Oktober 2001 bis November 2001)
- Marin Barbu (November 2001 bis Sommer 2002, Frühjahr 2005 bis Sommer 2006, 15. Juni 2010 bis 2. Februar 2011)
- Gheorghe Poenaru (Sommer 2002 bis März 2003)
- Marius Lăcătuș (17. März 2004 bis Sommer 2004)
- Mihai Stoica (21. Juni 2006 bis 14. August 2006)
- Ion Moldovan (16. August 2006 bis 31. Oktober 2006)
- Vasile Silaghi (2. November 2006 bis 8. November 2006)
- Aurel Șunda (19. März 2007 bis 30. Mai 2007)
- Mihai Dan Ionescu (Juli 2008 bis 25. Oktober 2009)
- Gheorghe Mulțescu (30. Oktober 2009 bis 27. Februar 2010)
- Zoran Filipović (3. März 2010 bis Ende Mai 2010)
- Costel Enache (2. Februar 2011 bis Mai 2013)
- Vasile Miriuță (Juni 2013 bis Dezember 2013)
- Constantin Ilie (seit Dezember 2013)